# André Blanchard (écrivain)
Pour les articles homonymes, voir André Blanchard et Blanchard.
André Blanchard est un écrivain français né le 2 février 1951 à Voires et mort le 29 septembre 2014 à Vesoul.

## Biographie
Il s'installe à Vesoul en 1986.
Il repose désormais dans l'ancien cimetière de Vesoul.

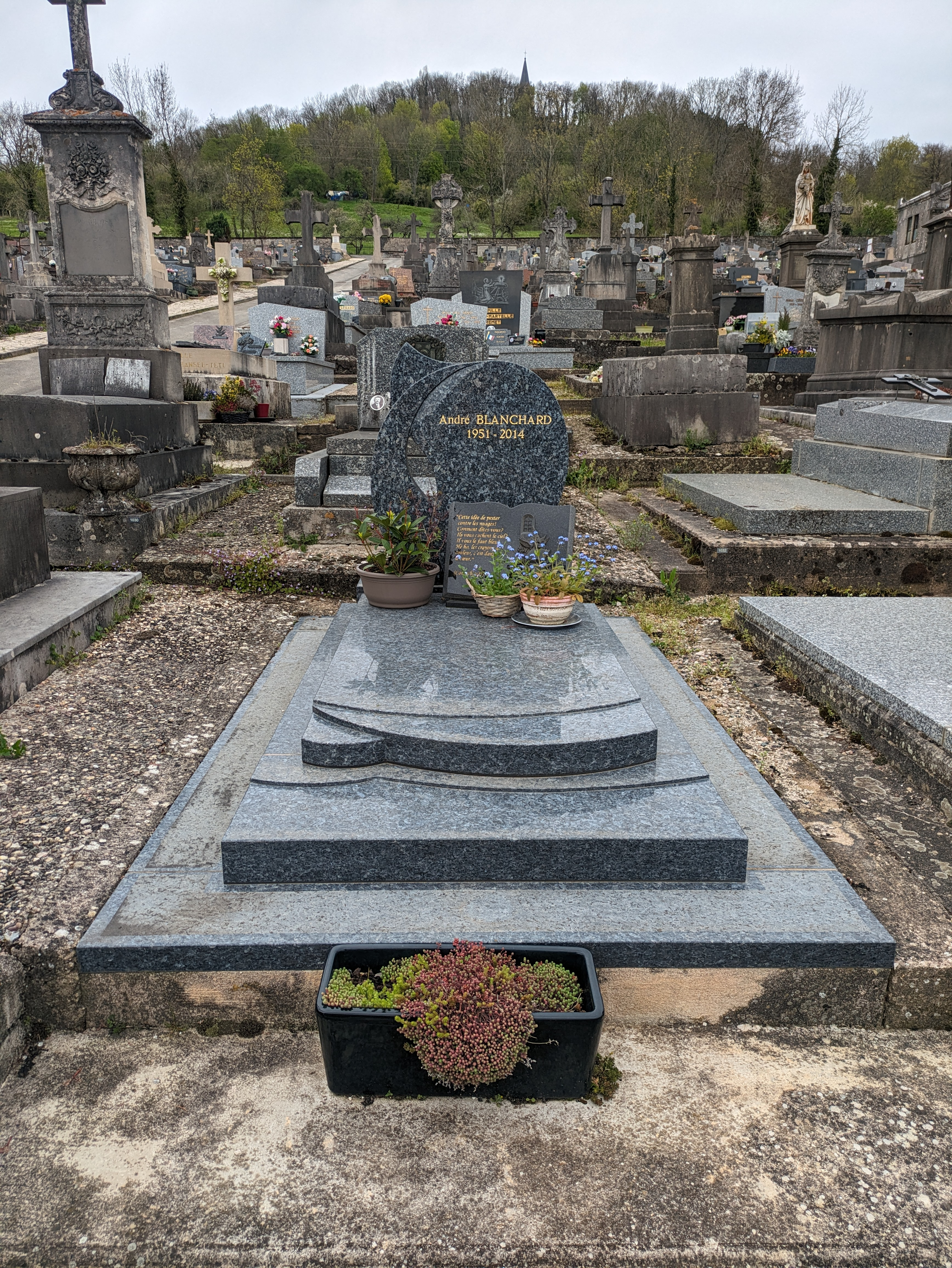
La tombe d'André Blanchard (ancien cimetière de Vesoul).

## L'œuvre
S'opposant à la prééminence du genre roman, André Blanchard publie essentiellement des carnets, réflexions sur la littérature et sur l'actualité d'où s'exhale le mal-être de l'auteur. Dans ses carnets composés d'aphorismes, de notes, de réflexions, il confie son quotidien, ses passions et ses lectures.  
En ressort une vision exigeante de la littérature, considérée comme un besoin absolu.
André Blanchard garde les salles d'expositions municipales de la ville de Vesoul.

## Œuvres
- Entre chien et loup (carnets 1987), Le Dilettante, 1989 (2e éd., 2007)
- De littérature et d'eau fraîche (carnets 1988-1989), Erti, 1992
- Messe basse (carnets 1990-1992), Erti, 1995
- Impasse de la Défense (carnets 1993-1995), Erti, 1998
- Impressions, siècle couchant (chronique), Erti, 1998
- Impressions, siècle couchant II (chronique), Erti, 2001
- Petites nuits (carnets 2000-2002), Maé-Erti, 2004[4] [5]
- Contrebande (carnets 2003-2005), Le Dilettante, 2007
- Pèlerinages, (chronique) Le Dilettante, 2009[5]
- Autres directions, (carnets 2006-2008) Le Dilettante, 2011[3]
- À la demande générale , (carnets 2009-2011), Le Dilettante,2013
- Le reste sans changement, (carnets 2012-2014), Le Dilettante, 2015
- Un début loin de la vie, Le Dilettante, 2018
- Bon qu'à ça, Le Dilettante, 2023.